# Bergkamen
Bergkamen és un municipi del districte d'Unna, a l'estat de Rin del Nord-Westfàlia, a Alemanya. Es troba a la vora del riu Lippe, aproximadament 15 km al nord-est de Dortmund i 15 km al sud-oest de Hamm.
Bergkamen és un poble relativament nou, situat a la part oriental de la regió del Ruhr i al sud de Münsterland. És el resultat de la fusió voluntària el 1966 dels municipis Rünthe, Weddinghofen, Oberaden i Heil amb Bergkamen. El 1968 s'hi va afegir l'antic municipi d'Overberge. La història del poble, però, es remunta als temps de l'antiga Roma, com es pot comprovar visitant el Museu Municipal de Bergkamen, amb una gran col·lecció romana, o el jaciment arqueològic que s'hi troba a la vora, el «Roemerlager» o camp romà.

## Ciutats agermanades
- Hettstedt ( Alemanya)
- Taşucu ( Turquia)
- Gennevilliers ( França)
- Wieliczka ( Polònia)